# Jan Karel Krakovský z Kolovrat

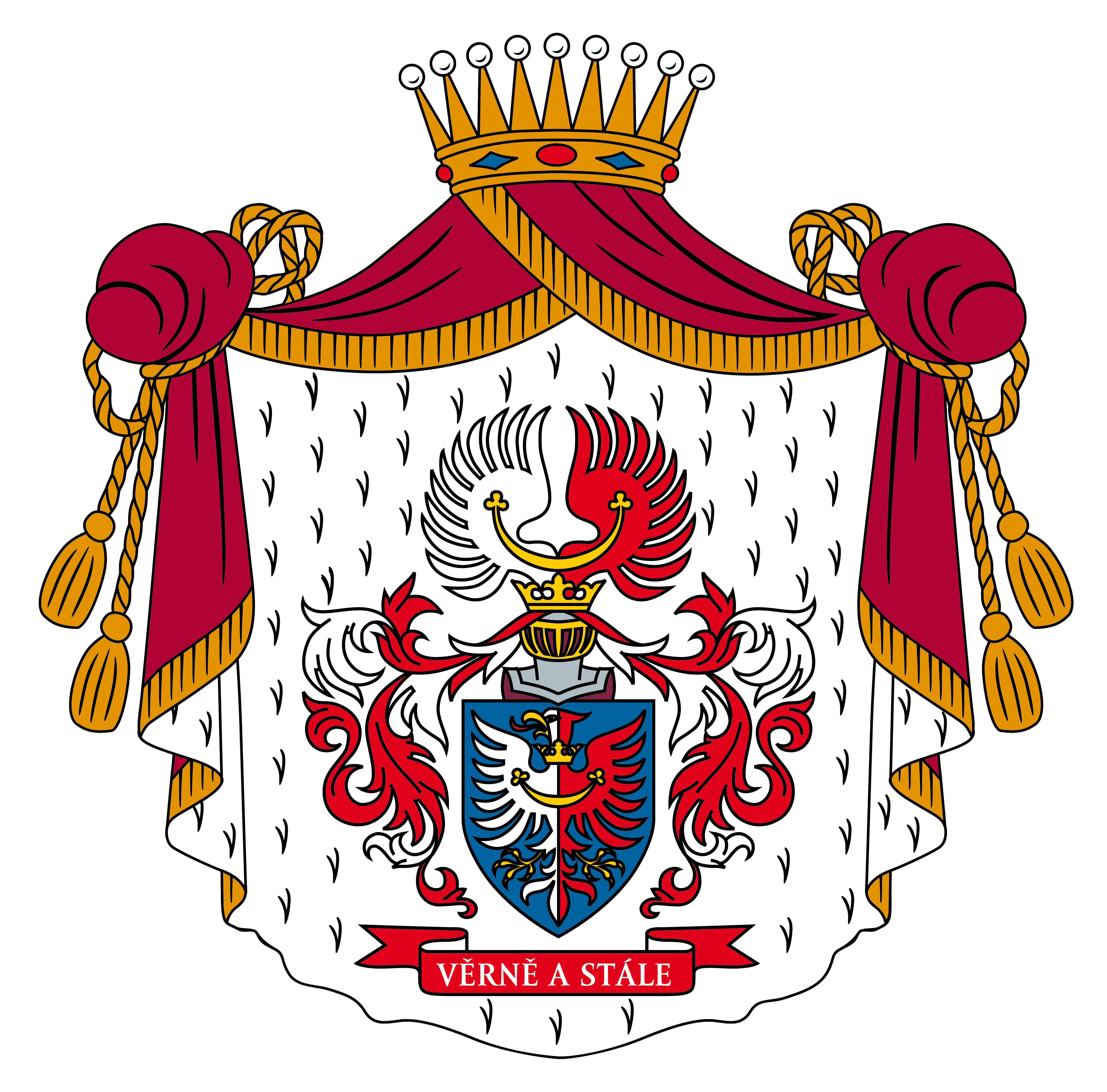
Erb rodu Kolovratů

Jan Nepomuk Karel hrabě Krakovský z Kolovrat (21. prosince 1748 Praha – 5. června 1816 Praha) byl příslušník krakovské větve šlechtického rodu Kolovratů. Byl c. k. komořím a skutečným tajným radou, polním maršálem, dvorským válečným radou a velícím generálem v Čechách. Získal mnoho ocenění, byl držitel Zlatého civilního záslužného kříže, Velkokříže řádu Leopoldova a francouzského řádu Čestné legie. Byl také komturem řádu Maltézských rytířů v Měcholupech.

## Život a kariéra
Narodil se jako syn nejvyššího zemského sudího hraběte Prokopa Krakovského z Kolovrat a jeho druhé manželky Anny Markéty z Ogilvy (1725–1810). Jan Karel měl třináct sourozenců, šest sester a sedm bratrů: sestry Marii Annu, Marii Františku, Valburgu, Marii Rosinu, Marii Terezii a Marii Antonii a bratry Jana Nepomuka Prokopa, Josefa Maria Maxmiliána, Viléma, Václava Josefa, Františka, Aloise Josefa a Michala Václava.
Jako osmiletý, roku 1757, se stal členem řádu Maltézských rytířů. O devět let později, roku 1766, vstoupil do armády, kde sloužil v dragounském pluku č. 37 jako praporečník a následně si roku 1768 koupil hodnost kapitána (Hauptman) v 34. pěším pluku „Batthyány“ se sídlem v Praze. Zde navázal celoživotní přátelství s rakouským generálem Michelem Benediktem Melasem. Do války o bavorské dědictví příliš nezasáhl, ale přesto po jejím skončení získal hodnost majora. Pod velením generála Laudona v roce 1787 již v hodnosti podplukovníka bojoval s Turky. V červnu 1788 byl povýšen na plukovníka a velel 19. pěšímu pluku „Alvinczy“, a když byl o rok později zraněn při obléhání Bělehradu, byl po válce v říjnu 1789 povýšen císařem Josefem II. na generálmajora.

### Napoleonské války
V roce 1792 byl jako velitel brigády převelen k rakouskému dělostřelectvu u pruských hranic a nasazen do 1. koaliční války s revoluční Francií. Roku 1795 byl pověřen vedením dělostřelectva rakouské Hornorýnské armády, jíž velel polní maršál Clerfayt. S ním se v zimě 1796–1797 vyznamenal při dobytí opevněného Kehlu naproti Štrasburku. Dne 15. května 1797 byl jmenován komandérem vojenského Řádu Marie Terezie.
Po novém německém tažení povýšil 28. října 1800 na polního zbrojmistra a stal se nástupcem generála Melase. Poté se 12. dubna 1801 stal tajným radou a členem Dvorní válečné rady, c. k. komořím a 21. dubna také majitelem 36. pěšího pluku, jemuž velel plukovník Petr šlechtic Novák.
Od roku 1803 byl téměř až do své smrti zemským velitelem v Čechách a spolupracoval na operacích armády arcivévody Ferdinanda. Osvědčil se za válečných let 1805 a 1809. V bitvě u Slavkova velel společně s ruským generálem Miloradovičem spojené čtvrté koloně o síle 23 000 mužů a 76 děl. Se svými dvěma brigádami generálů Rottermunda a Jirčíka bránil Pratecké návrší a Staré vinohrady proti náporu IV. sboru maršála Soulta a z prohrané bitvy se mu podařilo spořádaně ustoupit. V roce 1809 velel 2. armádnímu sboru, s kterým v dubnu přes Šumavu vytáhl z Čech k Řeznu a v červenci se bil v bitvě u Wagramu. Ještě téhož roku byl 12. září povýšen na polního maršála před koncem roku převzal velení 10. armádního sboru.
V roce 1813 Jan Karel onemocněl, načež rezignoval na své velitelské posty ka v následujících dvou letech se neúčastnil žádných bitev. Začal se věnovat organizované péči o nemocné a raněné. Za to byl roku 1813 vyznamenán Zlatým civilním záslužným křížem a roku 1814 mu francouzský král Ludvík XVIII. udělil velkodůstojnický kříž řádu Čestné legie. Následující rok obdržel od císaře Františka I. velkokříž Řádu Leopoldova. Do výslužby odešel 6. května 1816.

### Úmrtí a rodina
Jan Nepomuk Karel zemřel jako sedmašedesátiletý 5. června 1816 v Praze. Tam byl také zprvu pohřben, poté byly jeho ostatky přemístěny do rodové hrobky v Chyši na Karlovarsku a v roce 1833 převezeny do Blovic na Plzeňsku. Nikdy se neoženil a zemřel bez potomků.
Nejmladší z jeho bratrů Alois Josef Krakovský z Kolovrat (1759–1833) byl pražským arcibiskupem (1830–1833). Díky sňatkům svých sester měl příbuzenské vazby i na další významné osobnosti, jeho švagry byli například c. k. polní podmaršál hrabě Karel Josef Hadik (1756–1800), který zemřel na následky zranění z bitvy u Marenga, další švagr hrabě Prokop Lažanský z Bukové (1741–1804) byl rakouským nejvyšším kancléřem.